# Samed Kılıç
Hakan Samed Kılıç (Pontault-Combault, 28 januari 1996) is een Frans–Turks voetballer die bij voorkeur als offensieve middenvelder speelt.

## Clubcarrière
Kılıç werd geboren in Pontault-Combault als zoon van Turkse ouders. Hij speelde in de jeugd bij Noisy-le-Grand FC, Bussy-Saint-Georges FC en AJ Auxerre. Op 12 augustus 2014 maakte hij zijn opwachting in het eerste elftal in het bekerduel tegen US Orléans. Drie dagen later debuteerde de offensieve middenvelder in de Ligue 2 tegen datzelfde US Orléans. Op 17 oktober 2014 maakte hij zijn eerste competitietreffer in het thuisduel tegen AS Nancy. In zijn eerste seizoen maakte Kılıç één doelpunt in vijfentwintig competitiewedstrijden. Aan het einde van het seizoen 2016/17 werd zijn aflopende contract niet verlengd.
Op 8 september 2017 tekende Kılıç een contract tot medio 2019 bij het Turkse Samsunspor.

## Interlandcarrière
In 2014 debuteerde Kılıç voor Frankrijk –19, waarmee hij in 2015 deelnam aan het Europees kampioenschap voor spelers onder 19 jaar. Hij speelde nadien zes interlands in Frankrijk –20.